# EM i fodbold for kvinder 2029
|  | Denne artikel indeholder information om en fremtidig sportsbegivenhed Der kan forekomme spekulativ information, og indholdet kan ændres dramatisk når arrangementet nærmer sig og mere information bliver tilgængelig. |

Europamesterskabet i fodbold for kvinder 2029 bliver det 15. EM i fodbold for kvinder, afholdt af UEFA. Italien, Polen, Portugal, Tyskland og et fælles bud fra Danmark og Sverige var kandidaterne, da der 12. marts 2025 var deadline for at indlevere et foreløbigt bud til UEFA. Det endelige bud skal UEFA have 28. august 2025. Værterne bliver valgt i december 2025.
Mulige danske værtsbyer er København, Brøndby, Aarhus, Odense og Herning.